# Subsidence

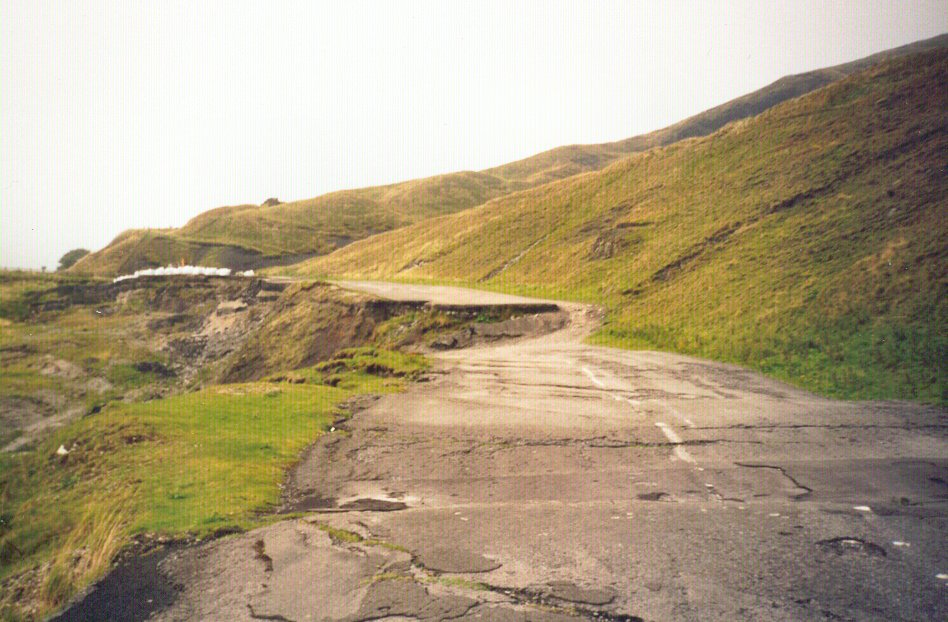
Ukázka sesedání podloží pod silnicí, což vede k jejímu popraskání a v zadní části až k sesuvu

Subsidence je geologický termín, který označuje dlouhodobé sesedání či klesání částí zemské kůry, které může být plynulé či postupné. Nejčastěji se objevuje v oblastech sedimentárních pánví na mořském dně, ale i v kontinentálních oblastech. Má veliký význam na formování a vznik silně mocných sedimentů.
V inženýrské geologii se pojem subsidence používá i pro sesedání podloží staveb, které může vést k jejich poškozování. Každá stavba, která je postavena na nesoudružném materiálu působí na své podloží, čímž ho deformuje a vede ke zmenšování jeho objemů. Tato změna má za následek, že se některé části začnou propadat, jiné zůstávají na místě, takže je základová deska nerovnoměrně namáhána a může popraskat.